# Gametangiogamia
La gametangiogamia è il fenomeno attraverso il quale, due gametocisti (organi unicellulare) o due gametangi (organi pluricellulare) si fondono per permettere la fusione di due gameti al loro interno. Viene considerato maschile l'organo che versa il suo contenuto all'interno dell'altra.